# منوچهر یزدی
منوچهر یزدی (زادهٔ ح. ۱۳۱۸)، آموزگار پیشین و سیاستمدار پان‌ایرانیست اهل ایران است. او نماینده اردکان در بیست‌وچهارمین دوره مجلس شورای ملی بود. یزدی از هم‌اکنون عضو شورای عالی و سخنگوی حزب پان ایرانیست است.

## نگارخانه

یزدی در جامهٔ حزب پان ایرانیست در جوانی